# Dalfazer Wände
Die Dalfazer Wände sind ein nordsüdlich verlaufender felsiger Bergkamm im Rofangebirge, einer Untergruppe der Brandenberger Alpen im österreichischen Bundesland Tirol. Seinen Namen trägt er nach den massiven Felswänden aus verschiedenfarbigen Gesteinsschichten an der Ostseite, die das Gebiet nordöstlich der Erfurter Hütte dominieren. Von Westen her ziehen sich grüne Matten und Schrofen bis kurz unter die Gipfel des Kamms. Die Dalfazer Wände sind ein beliebtes Ausflugs- und Klettergebiet, das durch eine Seilbahn von Maurach am Achensee aus touristisch erschlossen ist. Kletterer finden an der Rotspitze, am südlichen Ende des Kamms, zahlreiche Routen in mittleren bis hohen Schwierigkeitsgraden.

## Umgebung
Die Dalfazer Wände beginnen im Norden am 2243 Meter hohen Streichkopf im west-östlich verlaufenden Rofan-Hauptkamm. Sie bilden einen knapp zwei Kilometer langen Bergkamm, der von Norden nach Süden einige herausragende Gipfel aufweist. Das Dalfazer Joch ist mit 2233 Metern der höchste Punkt der Wände. Nach Süden folgen die Dalfazer Köpfln (2208 m), die 2210 Meter hohe Dalfazer Wand, die Gelbe Wand (2163 m), der Dalfazer Roßkopf mit 2143 Metern Höhe und im Süden die mit ihrer Südwand das südliche Achenseepanorama dominierende Rotspitze, 2067 Meter hoch.

## Geologie
Der Untergrund des Rofans besteht aus dem harten Gestein Hauptdolomit, der im höheren Bereich in zahlreiche verwitterte Lagen des Plattenkalks der vielfarbigen Kössener Schichten übergeht. Auf diesem fruchtbaren Untergrund aus den Verwitterungsprodukten liegen die zahlreichen Almen und Matten des Rofans. Auf den Kössener Schichten lagern die schuppenförmig aufgebauten Oberrätkalke aus dem Obertrias. Die darüber liegenden rötlich gefärbten Kalke aus Meeresablagerungen der geologischen Serie Unterjura bilden schichtweise das anstehende Gestein der Rotspitze. An Fossilien sind besonders die Stielglieder der Seelilien vertreten, aber auch Ammoniten.

## Touristische Erschließung
Da das Gebiet durch seinen fruchtbaren Boden schon früh besiedelt wurde und von Westen her die Erhebungen leicht zu ersteigen sind, gibt es keine Überlieferungen zu Erstbesteigungen der Dalfazer Wände. Ein dichtes Wanderwegnetz führt durch das ganze Gebiet und die Wände sind leicht von der Erfurter Hütte, auf 1831 Metern nördlich oberhalb von Maurach, aus zu erreichen. Zur Erschließung maßgeblich beigetragen hat der Bau der 650 Meter langen und 1959 fertiggestellten Rofanseilbahn. Die ersten Alpinkletterer erschienen ab 1912 an den Dalfazer Wänden. Die Südkante der Rotspitze, des südlichsten Punktes der Dalfazer Wände, wurde 1931 von Matthias Rebitsch erstmals durchstiegen. Zahlreiche neue Routen wurden an der Rotspitzen-Südwand seit den 1950er bis Mitte der 1980er Jahre neu eröffnet. Den Schwierigkeitsgrad UIAA VIII+ bewältigten 2002 H. Marbler und H. Salvenmoser mit ihrer Route Schattendasein.